# 시아피차
시아피차(Siapiccia, 사르데냐어: Siapicìa)는 이탈리아의 사르데냐주 오리스타노도에 있는 코무네 (지자체)로, 칼리아리에서 북서쪽으로 약 90 킬로미터 (56 mi) 떨어져 있고 오리스타노에서 동쪽으로 약 15 킬로미터 (9 mi) 떨어져 있다. 2004년 12월 31일 기준으로 인구는 365명이고 면적은 17.9 제곱킬로미터 (6.9 mi2)이다.
시아피차는 다음 지자체와 접해 있다: 알라이, 포르동자누스, 올라스트라, 시아만나 및 시막시스.